# Heyman (släkt)
Heyman är en sefardisk släkt som ursprungligen kommer från Portugal; innan den på 1770-talet överflyttades till Sverige återfanns den i Mecklenburg i Tyskland.

## Historik
Salomon Plau i Mecklenburg tog sin hemort som släktnamn, och hans son överflyttade till Stockholm på 1770-talet, och blev i sin tur stamfader till släkten Gisiko. En bror till honom var far till Levi Coppel Heyman som kom till Göteborg 1808. En brorson flyttade till Marstrand. Hans brorsöner i sin tur flyttade till Göteborg och gav upphov till tre släktgrenar:
- Salomon Jacob Heyman (1793–1847), som kom till Göteborg 1814 och bedrev handelsrörelse.
  - Edvard Salomon Heyman (1827–1881), grosshandlare i Göteborg och ledamot av Göteborgs stadsfullmäktige som innehade ett flertal kommunala uppdrag.
  - Theodor Heyman (1835–1905), medgrundare till L. Meyerson & Co, senare Th. Heyman & Co. som bl.a. drev Rosenbergs mekaniska bomullsväveri i Mölndal.
    - Anna Heyman (1863–1951), porträtterad av Ernst Josephson i Fröken Anna Heyman, gift Bagge.
    - Jenni Lagerberg (1867–1958), skulptör, målare och konsthantverkare, gift med intendenten vid Göteborgs museum kammarherre Carl Pontus Lagerberg.
- Heyman Iacob Heyman (1801–1869), var en grosshandlare som var med om att bilda Göteborgs privatbank. Föreståndare i Göteborgs synagoga 1839-1851.
  - Gabriel Heyman (1828–1915) var delägare i H.J. Heyman & Co, familjeföretaget, kommunalpolitiker i Göteborg samt bl.a. ordförande i Göteborgs sparbank 1896-1900.
  - Elias Heyman (1829–1889) läkare och professor i allmän hälsolära vid Karolinska institutet från 1878.
    - Axel Heyman (1859–1952), grosshandlare
      - Harald Heyman (1889–1962), bibliotekarie
        - Viveka Heyman (1919–2013), journalist och författare

  - Salomon Heyman (1831–1885), delägare i kortvarufirman Fritz W. Hasselblad & Co och en tid huvudägare i Reijmyre glasbruk
    - Ivar Heyman (1859–1913), en av huvudägarna i Reijmyre glasbruk.
      - Hugo Heyman (1883–1936), aktuarie i socialstyrelsen, ledamot av Folkhushållningskommissionen och chef för dess brödavdelning m.m..

  - Aron Heyman (1834–1901), köpte Wårgårda herrgård och bedrev där en kvarnverksamhet som bl.a. blev känt för tillverkningen av Vårgårdaris och Doggy hundfoder.
- Edvard Jacob Heyman (1811–1882) var delägare i H.J. Heyman & Co. och en av initiativtagarna till bildandet av Göteborgs köpmansförening 1857
  - Alfred Heyman (1845–1918), delägare H.J. Heyman & Co. samt ägare av bl.a. AB Svenska Möbeltygs- och Mattfabriken och Göteborgs Trådgardinsfabriksaktiebolag.
    - Harald Heyman (1873–1947), utrikeskorrespondent och översättare
    - Carl Erik Heyman (1875—1937), övertog efter fadern familjeföretaget H.J. Heyman & Co. och ombildade det till aktiebolag.
    - Gladys Heyman (1891–1946), skulptör

  - Charles Nathan Heyman (född 1851), delägare H.J. Heyman & Co.
    - Hugo Heyman (1881–1961), direktör på Götaverken som han tillsammans med Hugo Hammar och Ernst A. Hedén till tongivande inom varvsindustrin.